# Vara de Aarão

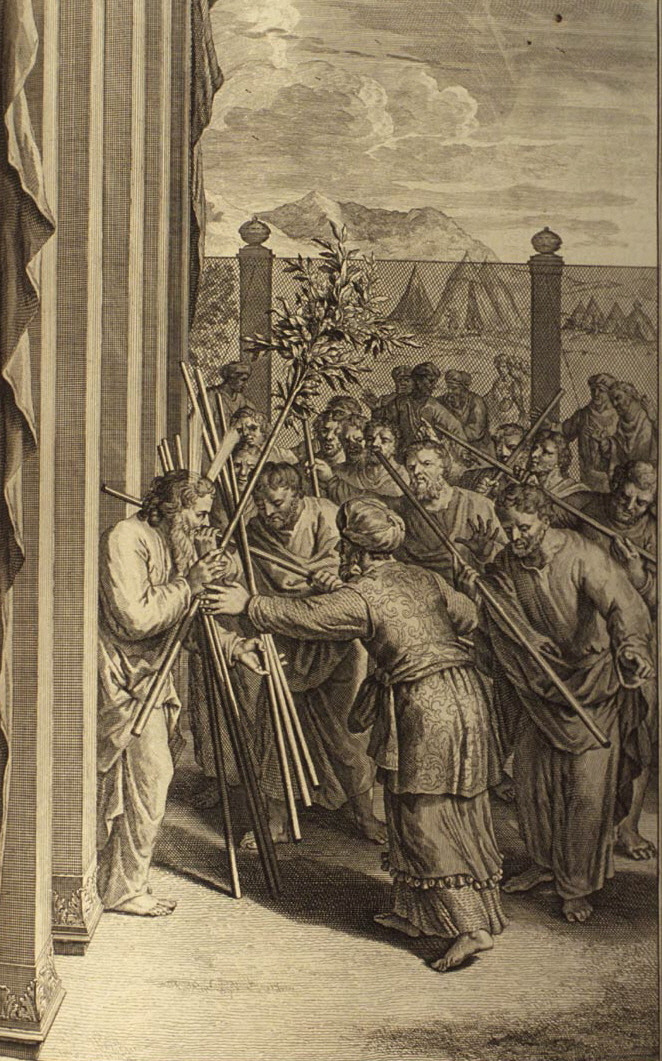
Vara usada por Aarão para executar sinais prodigiosos diante de Faraó e que serviu como sinal de escolha para o sacerdócio por Deus quando da rebelião de Corá.

Vara de Aarão foi a vara usada por Aarão para executar sinais prodigiosos diante de Faraó e que serviu como sinal de escolha para o sacerdócio por Deus quando da rebelião de Corá (Números 17:8).

## Modificação naHagadá
Deus teria criado a vara no crepúsculo do sexto dia da Criação (Ab. v. 9, e Mek Beshallaḥ, ed. Weiss, iv. 60), e a entregado a Adão quando este foi retirado do paraíso. A vara possuiria o inefável Nome de Deus gravado. Depois que já tinha passado pelas mãos de Sem, Enoque, Abraão, Isaque e Jacó sucessivamente, a vara tornou-se posse de José. Com a morte de José, os nobres egípcios roubaram alguns dos seus bens, e Jetro apropriou-se de alguns bens pessoais. Porém, não conseguiu retirar a vara do chão, pois mesmo tocá-la representava risco de morrer. Quando Moisés tornou-se agregado de Jetro, Moisés pôde ler o Nome e utilizar a vara, e por tal motivo, casou-se com a filha de Jetro. Anteriormente, este havia feito com que Zípora jurasse que esta se casaria apenas com aquele que dominasse a milagrosa vara (Pirke R. El. 40; Sefer ha-Yashar; Yalḳ. Ex. 168, final). No entanto, a Mishná ressalta (Ab. v. 9), que não se sabia nada da divina origem da Vara, sendo esta origem mencionada na primeira vez em Mekilta (LC) e no Sifre sobre Deut. (Ber. xxxiii. 21, ed. Friedmann, p. 355). Esta suposta origem explica a declaração no Novo Testamento (Heb. IX. 4) e Tosef., Yoma, iii. 7, e é dito que esta vara deve permanecer perdida até que, na idade Messiânica, o profeta Elias a revele (Mek. lc).